# Geuzenveld
Geuzenveld est un quartier de la ville d'Amsterdam, aux Pays-Bas. Il a été développé dans le cadre du Plan général d'élargissement conçu en 1934, adopté par la municipalité en 1935 et lancé en 1939. Il constitue l'une des Westelijke Tuinsteden (« cités-jardins de l'ouest ») de l'arrondissement de Nieuw-West. Il est bordé au nord par Haarlemmerweg et par le Sportpark Ookmeer au sud. Il fut construit entre 1953 et 1958. 

## Personnalités célèbres
- Abdelhak Nouri (né en 1997) y a grandi.